# Acyrusa tasmanica
Acyrusa tasmanica là một loài bọ cánh cứng trong họ Cerambycidae.